# Zanclodon
Zanclodon var ett släkte av arkosaurier som fanns under perioden mellersta trias. Fynd har gjorts i södra Tyskland.